# Skadeinsekt
Skadeinsekter är insekter som vållar människan ohälsa eller ekonomisk skada på grödor, skog, boskap eller annan egendom.

## Exempel på skadeinsekter
- barkborrar
- bladlöss
- blåhjon
- envis trägnagare
- gallmyggor
- husbock
- hästmyror
- mjuk trägnagare
- rapsbagge
- silverfisk
- snytbaggar
- strimmig trägnagare
- svidknott
- getingar

## Predatorer
Djur som bidrar till att hålla skadeinsekter på en rimlig nivå:
- Getingar
- Myror
- Parasitsteklar
- Jordlöpare, nyckelpigor och andra rovskalbaggar
- Spindlar
- Fåglar